# Влада Карастоянова
Влада Рачева Петрова Карастоянова е българска журналистка.

## Биография
Родена е на 17 февруари 1889 г. в София. Тя е голямата дъщеря на Рачо Петров, български офицер (генерал от пехотата) и политик, два пъти министър-председател на България и на Султана Рачо Петрова, българска общественичка и мемоаристка. Завършва гимназия в София, после учи и във френски колеж в Цариград.

## Личен живот
Омъжва се за офицер от царската армия Любен Карастоянов и от брака им се ражда една дъщеря – Лиляна. Бракът излиза несполучлив и скоро приключва. Влада поддържа стандарта на дама от софийския хайлайф, като дава уроци по български и френски на наши и чужди дипломати. Известно време работи и като преводач в японската легация в София.
Влада преживява трагедията от двете национални катастрофи и развива силно чувство за гражданска ангажираност. Тя попада в полезрението на полицията заради някои нейни изказвания и е обвинена за „подмолна дейност и проанглийска пропаганда“, заподозряна е и в шпионаж за английското разузнаване, през лятото на 1940 г. е въдворена в село Левуново, Светиврачко, за срок от три месеца. Полицейското наблюдение над нея продължава и след връщането и в София. В началото на 1941 г. е обявена за „враг №3 на Германия“. Тя се възползва от помощта на британския пълномощен министър в София – сър Джордж Рендел за политическо убежище и снабдена с паспорт и виза на 18 февруари 1941 г. заедно с дъщеря си напуска България. През Белград, Скопие и Цариград двете жени се установяват в Палестина, където престояват няколко месеца и отпътуват за Англия. На 9 септември 1941 г. те вече са в Лондон.

## Кариера
Когато се мести в Лондон, Влада започва веднъж седмично да коментира военните събития и положението в България по т.нар. „черна станция Васил Левски“. От края на март 1943 г. тя говори по Радио Лондон. В тези предавания тя също така подстрекава комунистическите терористични нападения срещу висши държавни служители, оправдава съюзническите бомбардировки над София като „насочени към военни обекти“, независимо че те са били поразявани случайно и пренебрегвайки невинните жертви сред гражданското население, обижда България, защитава комунистическият преврат, а в последното си предаване възхвалява започналият комунистически терор като акт на „прочистване на фашисткия елит“ на България. 
Нейните призиви към българите за борба срещу външнополитическата ориентация на България през войната ѝ донасят задочна смъртна присъда №314 от 28 април 1943 г. на Софийския военно-полеви съд, както и огромна популярност непостигната от никой сътрудник в българската секция на Би Би Си от това време. В свой коментар от 7 септември 1944 година за обявяването на Съветско-българската война заявява, че „нашата освободителка Русия се видя принудена да ни лепне страшен шамар, за да ни накара да се опомним и ни вкара в правия път“, независимо че България преди това се е опитвала да сключи сепаративен мир със Западните съюзници, излязла е от тристранният пакт и даже е започнала да се изтегля от новоосвободените български земи.
След установяването на правителството на Отечествения фронт на 9 септември 1944 г. Влада Карастоянова се сбогува с българските слушатели на Би Би Си, остава без работа и в тежко материално положение.
Влада се връща в радиото през 1948 г. като сътрудник. Възгледите си изразява и защитава и в парижкото списание „Възраждане“ на което през 1949 г. става сътрудник.
В обществения живот на българските емигранти в Лондон се изявява с водещи позиции. Под нейно влияние е и дъщеря ѝ Лиляна (Лилиет), родена в София на 26 септември 1919 г.
През 1953 г., остро нападана като политемигрантка, Влада Карастоянова получава статут на „Гражданин на Обединените нации“ и впоследствие се установява в Мюнхен, където умира през 1971 г., завещала журналистическия си път на дъщеря си – Лиляна Карастоянова.